# Tadeusz Piszczkowski
Tadeusz Piszczkowski (ur. 16 lutego 1904 w Mielnicy, zm. 28 czerwca 1990 w Londynie) – polski historyk emigracyjny, badacz dziejów najnowszych, prawnik, dyplomata. 

## Życiorys
Studiował prawo na Uniwersytecie Jana Kazimierza we Lwowie, w 1926 obronił magisterium. Od 1927 przez dwa lata studiował w Institut des Hautes Etudes Internationales przy Uniwersytecie Paryskim. W 1929 powrócił do Lwowa, gdzie obronił pracę doktorską. Współpracował ze "Słowem Polskim". Od 1933 do 1945 pracował w Ministerstwie Spraw Zagranicznych - pracownik Konsulatu Generalnego RP w Rzymie, a następnie w Tel Awiwie. W marcu 1940 wstąpił do formującego się we Francji Wojska Polskiego i po jej upadku został ewakuowany do Szkocji. Służył w 10 Pułku Strzelców Konnych. W połowie 1942 powrócił do służby rządowej w Londynie, pracował w Ministerstwie Prac Kongresowych. Po zakończeniu II wojny światowej podjął decyzję o pozostaniu na emigracji, od 1952 był redaktorem Radia Wolna Europa. W 1970 uczestniczył w odbywającym się w Londynie Kongresie Współczesnej Nauki i Kultury Polskiej na Obczyźnie, gdzie przedstawił referat pt. "Traktat ryski i granica ryska". W latach 1971–1980 był profesorem historii na Polskim Uniwersytecie na Obczyźnie. Członek wielu organizacji społecznych i redakcji czasopism emigracyjnych. Laureat Nagrody Związku Pisarzy Polskich na Obczyźnie w 1979 roku.

## Wybrane publikacje
- Odbudowanie Polski 1914-1921. Historia i polityka, London: Księgarnia Polska Orbis 1969.
- Polska i Anglia 1914-1939 w świetle dokumentów dyplomatycznych, Londyn 1975.
- Między Lizboną a Londynem. Z sekretów dyplomacji polskiej w czasie drugiej wojny światowej, oprac. Tadeusz Piszczkowski; z przedmową Edwarda Raczyńskiego, Londyn: Instytut Polski i Muzeum im. gen. Sikorskiego 1979.